# Grönudde
Grönudde är ett näs i Åkerbysjön och ett naturreservat i Hultsfreds kommun i Kalmar län.
Området är naturskyddat sedan 1998 och är 102 hektar stort. Reservatet besår dels av en del av sjön Ver och dels mark invid med tallskog, blandbarrskog och sumpskog.          